# Sumo
Sumo (Mayangna, Sumu, Smoo, Smu, Somoo, Summoo, Sumo, Sumoo), pleme ili skupina plemena (Sumoan) Indijanaca, porodice Misuluan, čiji su jedini predstavnici danas Panamaka (Panamahka) i Tuahka iz Nikaragve i Tawahka iz Hondurasa.
Sredinom 19. stoljeća plemena ove skupine nazivana su različitim imenima, Von Houwald (1975; 1990) bilježi 60 različitih naziva. Sami sebe oni nazivaju Mayangna u značenju (Rizo 1993, 31; Mario Rizo), "mi" (yagna) od "sunca" (ma). Njihova domovina su kišne šume regoje poznate kao Mosquitia u istočnoj Nikaragvi i Hondurasu, osobito duž rijek Bambana, gdje se nalazi najveće naselje plemena Tawahka), Wasakin, a ostala su duž rijeke Río Coco, izmđu njezinih pritoka Waspuk i Lakus, i dalje na sjever u Honduras na srednjem toku Río Patuca. Najveća Sumo skupina, Panamaka čini oko 70% Sumo-populacije, a središte im je regija Bosawás, duž rijeka Bocay i Umbra, a ostali su duž rijeka Prinzapolca, Matagalpa, i Escondido i u selu Awas Tingni. Ulwa Indijanci čini 10% Sumo populacije i žive u selu Karawala (770) i Kara blizu ušća Rio Grande de Matagalpa. Sumoi žive duž rijeke Río Sikia, pritoke Río Escondida, a neki i među njihovim bivšim neprijateljima Miskito Indijancima

## Deografija
Godine 1990. njihov broj iznosi između 13,000 ti 15,000 u Nikaragvi i manje od 1,000 u Hondurasu.

## Jezik
Jezik ili jezici i dijalekti Sumo Indijanaca povezuje se s jezicima plemena Miskito i Matagalpa u porodicu Misuluan ili Misumalpan, i dalje u veliku porodicu chibchan. Jezik kojim govore Ulve u skupini sumoan je najudaljeniji. 

## Etnografija
Sumo su nekada bili najraširenija populacija u karipskom području Srednje Amerike. Bili su organizirani kao nomadski lovci, ribari i sakupljači, a izgleda da je bilo i kanibalizma. Prvi opisi njihova života dolaze još iz kolonijalnog doba kada su njihova plemena Tawahka, Panamaka, Silam, Ku, Bawihka, Prinsu, Yusku, Boa, Ulwa i Kukra živjeli na teritoriju od rijeke Río Patuca u Hondurasu južno do Río Escondido, u Nikaragvi. Muškarci su nosili pregače, a žene kratke suknjice. Kosa muškaraca bila je duga i ravna, ženama puštena niz pleća, i jedni i drugi kitili su se ogrlicama i narukvicama. Drvenim daščicama pričvršćenim na bebinu glavu vršili su deformaciju lubanje.
Sela i kuće
Sumo Indijanci su narod rijeke i kišne šume sa selima koja grade duž obala, čije su kuće nekada bile multiobiteljske, veličine 20×10 metara, raspršena po zaselcima na visokoj obali, gdje nisu mogla biti poplavljena. Danas imaju oko 40 sela u Nikaragvi i 5 u Hondurasu, a broje između 100 i 500 duša, te imaju manje od 50 kuća ,crkvu, školu i trgovinu. današnje kuće su im malene, prekrivene slamom ili limom, od bambusa ili drveta, i oko jedan metar podignute iznad tla. 
Hrana i piće
Sumo-subsistencija malo se izmijenila od starih vremena. Domaćinstvo je samostalna ekonomska jedinica. Na poljima dobivenih tehnikom posijeci-i-spali uzgaja se slatka neotrovna manioka, jam i xanthosoma (porodica Araceae), i kukuruz. Plantain i banane (rod Musa) osnovna su hrana, a jedu se sirove, pržene i kuhane, ponekad zajedno s kukuruzom i palminim voćem, posebno Bactris gasipaes (porodica Arecaceae), maniokom, slatkim krumpirom, a miješano s vodom proizvode čiču koju zovu wakisá i fermentirano pivo mishla ili wasak. Indijanci uzgajaju i drugo bilje, tri vrste tikava ili bundeva, kakao, avokado, razno voće, medicinsko bilje, pamuk, duhan, ukrasno bilje, neke biljke iz starog svijeta, citruse, mango, rižu, grah i šećernu trsku, rajčicu, papriku, a neke od proizvode i za trgovinu.
Lov i ribolov
Luk i strijela, koplje i puhaljka bili su izvorno oružje Sumo-lovaca. Danas se za lov služe puškama i starom 22-kalibarkom riflericom. Ribu hvataju udicama, kopljima, mrežama i rjeđe lukom i strijelom, najuobičajeniji su piscicidi, riblji otrovi. Od domaćih životinja danas uzgajaju piliće, patke, purane, svinje, krave i konje. Od divljih životinja neke drže samo kao ljubimce. Sumo Indianci još su uvijek duboko vezani uz šumu. Oko 650 Tawahka Indijanaca koji 1990. žive duž srednjeg toka rijeke Río Patuca koristi na oko 770 četvornih kilometara, od čega samo 5% koristi za agrikulturne potrebe. Lov i sjeća drveta je muški posao. Žena je zadužena za kuću i pomažu u polju prilikom sadnje, žetve i sakupljanja u šumi.  
Obrt
Sumo Indijanci još uvijek proizvode monoksile (dogout) i sijeku drvo tuno (Poulsenia armata), iz čije kore žene proizvode tkaninu  (tikam), tapu iz koje su nekada pravile pregače i suknje, a danas iz nje rade pokrivače i mreže protiv komaraca-moskito. Od konopa pletu torbe i viseće mreže-hamake (hammock), a rade ga od tučene kore drveta majao (Heliocarpus Donell-Smithii). Tikve im još služe kao čaše, a i drugo pokućstvo proizvode od drveta. 
Brak
Sumo-muškarac često uzima više od jedne žene. Ženidba s ne-Sumo partnerom je zabranjena, a dijete iz takve veze bi ubili, no u najnovije vrijeme znaju se ženiti s Paya ili Miskito Indijancima, pa i s crncima i mesticima, a i bračna zajednica je sve više monogamna. Bračno stanište izvorno je bilo patrilokalno, a danas, dok sebi ne bi napravili novi dom, žive s roditeljima.
Vjerovanja
Misionar George Reinke Heath, autor brojnih rječnika raznih Misuluan plemena (1915) kaže da je sunce za stare Sumo Indijance sunce bilo vrhovni stvoritelj i gospodar, a božanstvom je smatran i mjesec. Landero (1980, 16) navodi da se bog-sunce zove Mapapak (od ma = sunce, + papak = moj otac), a živi na nebeskom svodu (mapikidiká). Preiroda također obiluje raznim duhovima koje nazivaju walasá, nawah, lilkadutni ili dimalah. Danas su Sumo Indijanci, oni u Hondurasu (Tawahka), poglavito katolici, a oni u Niakragvi moravskog vjerovanja.

## Povijest
Mnogi Sumo Indijanci stradat će u kolonijalnom periodu i od pristglih Miskito Indijanaca. Plemena Yusku, Prinsu, Boa, Silam, Ku i Bawihka nestat će ili biti asimilirana od ekspanzivnih Miskita. Indijanci Ulva, nekad među najrasprostranjenijima očuvat će se od konflikata i boleština jedino duboko u džungli. Eduard ConzemiusConzemius (1932) pronašao je tek 150 Bawihka, a Kukra Indijanci praktično su nestali do 1920. Misionari postaju aktivni među Sumo Indijancima svojim radom na Misquito obali od 1849.  Tijekom 20 stoljeća mnogi Sumo stradavaju u području rijeke Rio Coco, a oko 3,000 ih je evakuirano iz Nikaragve u Honduras gdje nalaze kakvu takkvu zaštitu.